# Канино, Бруно
Бруно Канино (итал.  Bruno Canino, 30 декабря 1935, Неаполь) — итальянский пианист, клавесинист

, педагог, композитор.

## Биография
Начал учиться фортепианному искусство в Неаполитанской консерватории у Винченцо Витали, закончил Миланскую консерваторию, где изучал также композицию у Бруно Беттинелли. В 1968 г. вместе со скрипачкой Марианой Сырбу и виолончелистом Рокко Филиппини создал Trio di Milano, гастролировал с ним по странам Европы, Северной и Южной Америке, Австралии.
Выступал в ансамбле с Кэти Берберян, Викторией Мулловой, Сальваторе Аккардо, Ицхаком Перлманом, Северино Гаццелони, Линном Харреллом и др., играл с крупнейшими оркестрами под руководством Рикардо Мути, Клаудио Аббадо, Бруно Мадерны, Рикардо Шайи, Вольфганга Заваллиша, Пьера Булеза.

## Репертуар
В репертуаре мастера Вивальди, Бах, Гайдн, Саммартини, Мендельсон, Равель, Дебюсси, Стравинский, Барток, Хиндемит, Прокофьев. Канино был первым исполнителем ряда произведений Яниса Ксенакиса, Вольфганга Рима, Маурисио Кагеля, Лучано Берио, Сильвано Бусотти и других современных композиторов, посвящавших ему сочинения.

## Организаторская и педагогическая деятельность
Художественный руководитель Молодёжного оркестра Генуи, музыкальный директор Венецианской Биеннале (1999—2001). Преподавал в Миланской консерватории, Высшей музыкальной школе Берна, вел мастер-классы в Италии, Испании, Германии, Франции, Швейцарии, Японии.

## Признание
Первые премии на конкурсе в Больцано (1956, 1958) и в Дармштадте (1960). Премия Эдисона (вместе с В. Мулловой). В 2001 году удостоен присуждаемой в Триесте Премии Святого Михаила за вклад в итальянскую музыку.

## Книги
- Vademecum del pianista da camera. Firenze-Antella: Passigli, 1997